# ساعة ذهبية (طب)

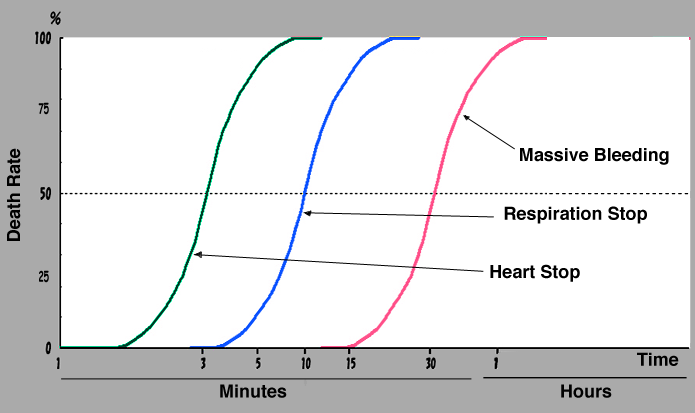
مبدأ الساعة الذهبية

يشير مصطلح الساعة الذهبية (بالإنجليزية: Golden hour)‏ (المعروفة أيضًا باسم الوقت الذهبي) في طب الطوارئ إلى الفترة الزمنية التي تتراوح مدتها من بضع دقائق إلى عدة ساعات عقب الإصابة بصدمة بعد أي اعتداء، وأثناء وجود احتمالية عالية فورية للعلاج الطبي الذي سيحول دون الوفاة. وثبت أن فُرص المريض في البقاء على قيد الحياة أكبر إذا حصل على الرعاية المناسبة في غضون فترة زمنية قصيرة بعد الإصابة الخطيرة؛ ومع ذلك، لا يوجد أي دليل يُشير إلى أن معدلات البقاء على قيد الحياة قد تتلاشى حتى بعد مرور 60 دقيقة. وقد بدأ بعضهم في استخدام هذا المصطلح ليشير إلى المبدأ الرئيسي للتدخل السريع في حالات الصدمات، أكثر من استخدامه في نطاق المعنى المحدود للفترة الزمنية الحرجة لمدة ساعة.

## المفهوم العام
يلزم التدخل الجراحي في حالات الصدمات الشديدة، وبخاصة في حالة النزيف الداخلي. فربما تحدث مضاعفات مثل الصدمة إذا لم يتم إسعاف المريض بشكل مناسب وسريع. ولذلك، أصبح من الأفضل نقل المرضى الذين يعانون من الصدمات الشديدة بأسرع وقت ممكن إلى المختصين والمتواجدين في معظم الأحيان في المستشفى مركز الصدمات، ليتلقى العلاج المحدد. حيث أن بعض الإصابات قد تتسبب في تدهور حالة المريض بسرعة فائقة، لذا ينبغي أن يكون الفارق الزمني بين الإصابة والعلاج مثاليًا؛ ومع مرور الوقت، تم تحديد هذا الفارق الزمني مثل الإطار الزمني المعياري بحيث لا يتجاوز 60 دقيقة، بعده يكون مُعدل بقاء المريض على قيد الحياة في تراجع شديد.

## أصل المصطلح
يرجع الفضل في تعزيز هذا المفهوم إلى الراحل دكتور آر آدامز كاولي (R Adams Cowley) حيث أنه هو أول جراح عسكري تقلد فيما بعد منصب رئيس مركز الصدمات بجامعة ميريلاند. وربما اشتق مفهوم «الساعة الذهبية» من البيانات الفرنسية العسكرية في الحرب العالمية الأولى. وقد نقل مركز الصدمات لآر آدامز كاولي وهو قسم في المركز الطبي بجامعة ميريلاند قولاً عن دكتور آر وهو " "إن هناك ساعة ذهبية بين الحياة والموت«. فإذا أُصبت بجرح خطير يكون لديك أقل من 60 دقيقة حتى تظل على قيد الحياة. وقد لا يكون الموت يقينًا في ذلك الحين، بل قد تكون الوفاة بعد ثلاثة أيام أو أسبوعين - ولكن هناك شيءًا ما قد يحدث في جسمك لا يمكن علاجه.»

## الخلاف
فبينما وافق معظم الأطباء المحترفين على أن التأخير في الرعاية المحددة من الأمور غير المرغوب فيها، استعرض البعض الآخر طرح الشكوك الأدبية على صحة «الساعة الذهبية» مثلما ظهرت في افتقارها إلى الأساس العلمي. وصرح الدكتور بريان بليدزو (Bryan Bledsoe) وهو من أشد المنتقدين لفكرة الساعة الذهبية وغيرها من الخدمات الطبية الطارئة «الأساطير» مثل إدارة الإجهاد الناتج عن الحوادث الحرجة، أن ما يقال عن الأدب الطبي لا يؤكد أيًا من «الأوقات السحرية» لإنقاذ المرضى المصابين بالحالات الحرجة.

## في الثقافة الشعبية
اعتمدت المسلسلات الدرامية التلفزيونية مثل الساعة الذهبية وسلسلة ألعاب الفيديو مثل  مركز الصدمات على هذا المفهوم.
وأشار دكتور هيبرت (Dr. Hibbert)، في المسلسل الهزلي «سمبسون» (Simpsons) إلى الساعة الذهبية، باستثناء أنه أضاف أن أفضل وقت يمكن للأطباء فيه تقديم الرعاية الإضافية للمرضى يكون أثناء الليل. وفي سيمز 3، أصبحت الساعة الذهبية عنوانًا لكتاب يُدرس طوال المسار الوظيفي الطبي. وأُطلق على الموسم السابع لمسلسل غريز أناتومي (Grey's Anatomy)، الحلقة الخامسة عشرة، اسم «الساعة الذهبية».
وأُطلق أيضًا على الدراما الطبية الكورية الشائعة اسم الوقت الذهبي (مسلسل تلفزيوني) الذي تم بثه عام 2012. ويعتمد تقريبًا على قصة حقيقية. حيث نالت هذه الدراما تقييمات إيجابية للغاية في كوريا.